# ذى صريم (الشعر)

تعديل مصدري - تعديل

ذى صريم هي إحدى قرى عزلة الوسط بمديرية الشعر التابعة لمحافظة إب، بلغ تعداد سكانها 472 نسمة حسب تعداد اليمن لعام 2004.